# جيمي كارول
جيمي كارول (بالإنجليزية: Jimmy Carroll)‏ هو لاعب قذف أيرلندي، ولد في 26 يوليو 1957 في Hospital, County Limerick ‏ في جمهورية أيرلندا.